# Famille Stroganoff
La famille Stroganov ou Strogonov ou Stroganoff (en russe : Строгановы, Строгоновы), était une famille de commerçants, d'industriels, de propriétaires fonciers russes du XVIe au XXe siècle. Cette famille est éteinte.
Alexandre Grigorievitch, Nicolas Grigorievitch, et Serge Grigorievitch sont élevés au rang de baron en 1722 et plus tard à celui de comte. Les Stroganov appartiennent dès lors à la noblesse russe et occupent des postes gouvernementaux importants.
Une vieille expression russe dit : « Plus riche qu'un Stroganov, tu meurs ! ».

## Histoire

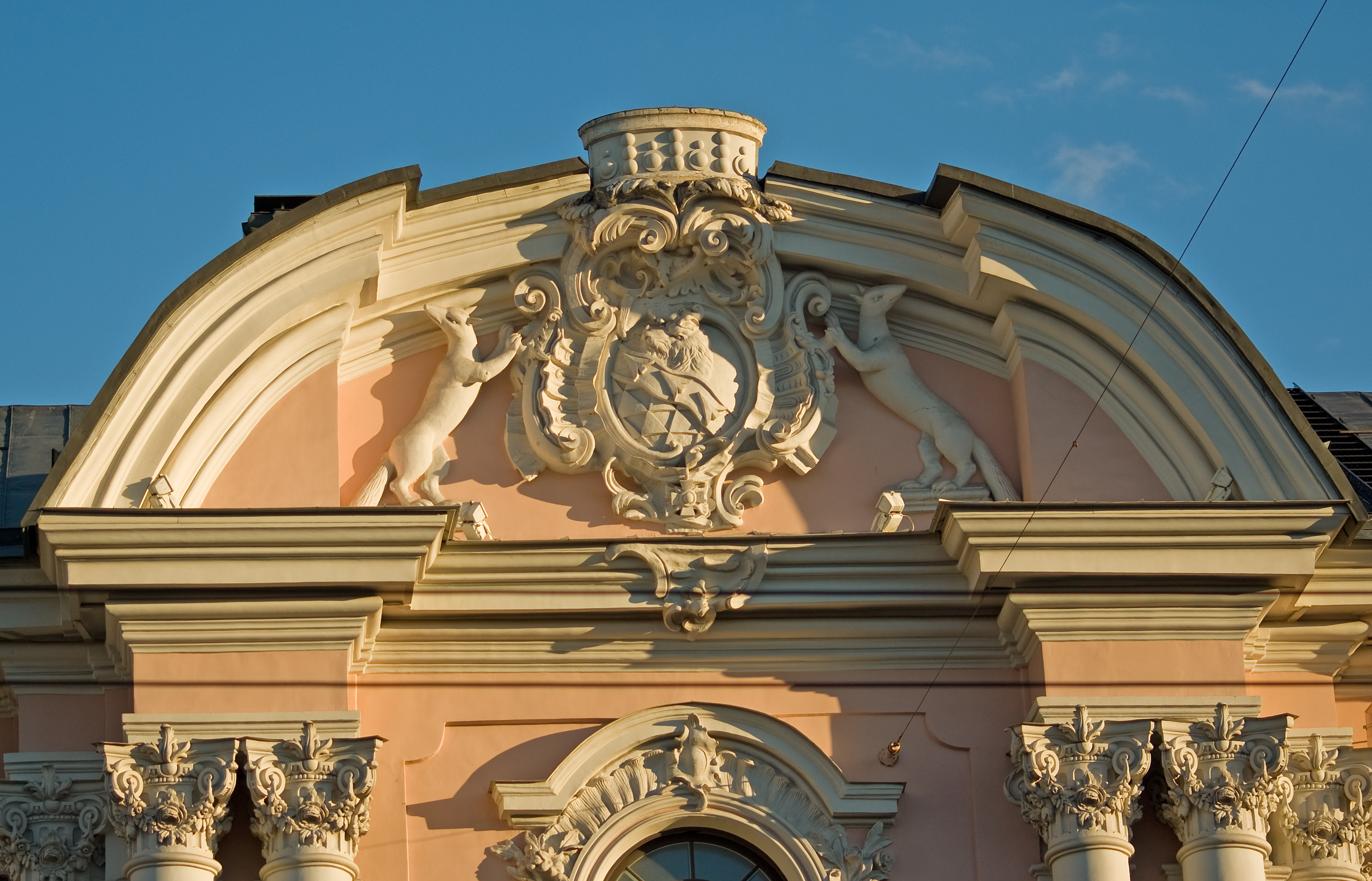
Armes des Stroganov sur la façade du palais Stroganov

Le premier ancêtre connu de la famille Stroganov est Spiridon Stroganov, contemporain de Dmitri Donskoï. À la fin du XIVe siècle, Spiridon Stroganov apporta son soutien au grand prince de Moscou lors de l'invasion des Mongols. Vers 1445, son petit-fils, Louka Kouzmitch versa une rançon de 200 000 roubles destinée au rachat du grand-duc de Moscou, Vassili II de Russie retenu prisonnier par les Tatars.
Cette famille, qui bâtit sa fortune sur le commerce du sel et des fourrures, est à la tête du plus puissant empire commercial de Russie et c'est elle qui alimente justement Moscou en sel et en fourrures. Le 4 avril 1558, Anika et Grigori Stroganovo obtiennent d'importantes concessions de terres sur la Kama et à l'ouest de l'Oural, avec pour mission d'y installer des colons. Ivan IV les autorise à cultiver ces terres, à aménager des établissements et à lever une armée privée pour les protéger.
En 1572, le même Ivan leur propose d'engager des Cosaques chargés de les défendre contre les incursions des Tatars de Sibérie.
En 1574 par son édit du 30 mai, Ivan le Terrible accorde aux deux frères des privilèges pour un territoire gigantesque au-delà de l'Oural et sur le bassin de la rivière Tobol. Le tsar y fait mention de la ville de Mangazeïa, avant-poste du Grand Nord. L'addition des terres confiées aux Stroganov atteint la surface de onze millions et demi d'hectares (surface plus vaste que le Portugal d'aujourd'hui).  
En 1575, les Strogonov sollicitent le tsar pour avoir la permission d'envoyer des expéditions punitives en Sibérie occidentale afin d'empêcher les attaques tatares. Ivan leur accorde l'autorisation de guerroyer contre les tribus orientales, en général, et contre Koutchoum (ou Qoç-Oğlu), khan Chaybanide de Sibir, en particulier.
Pendant la période de guerre avec la Pologne au début du XVIIe siècle, les Stroganov offrent un soutien militaire et financier (environ 842 000 roubles rien qu'en termes d'argent) au gouvernement russe, pour lequel en 1610, ils reçoivent le titre de « personnes distinguées ».

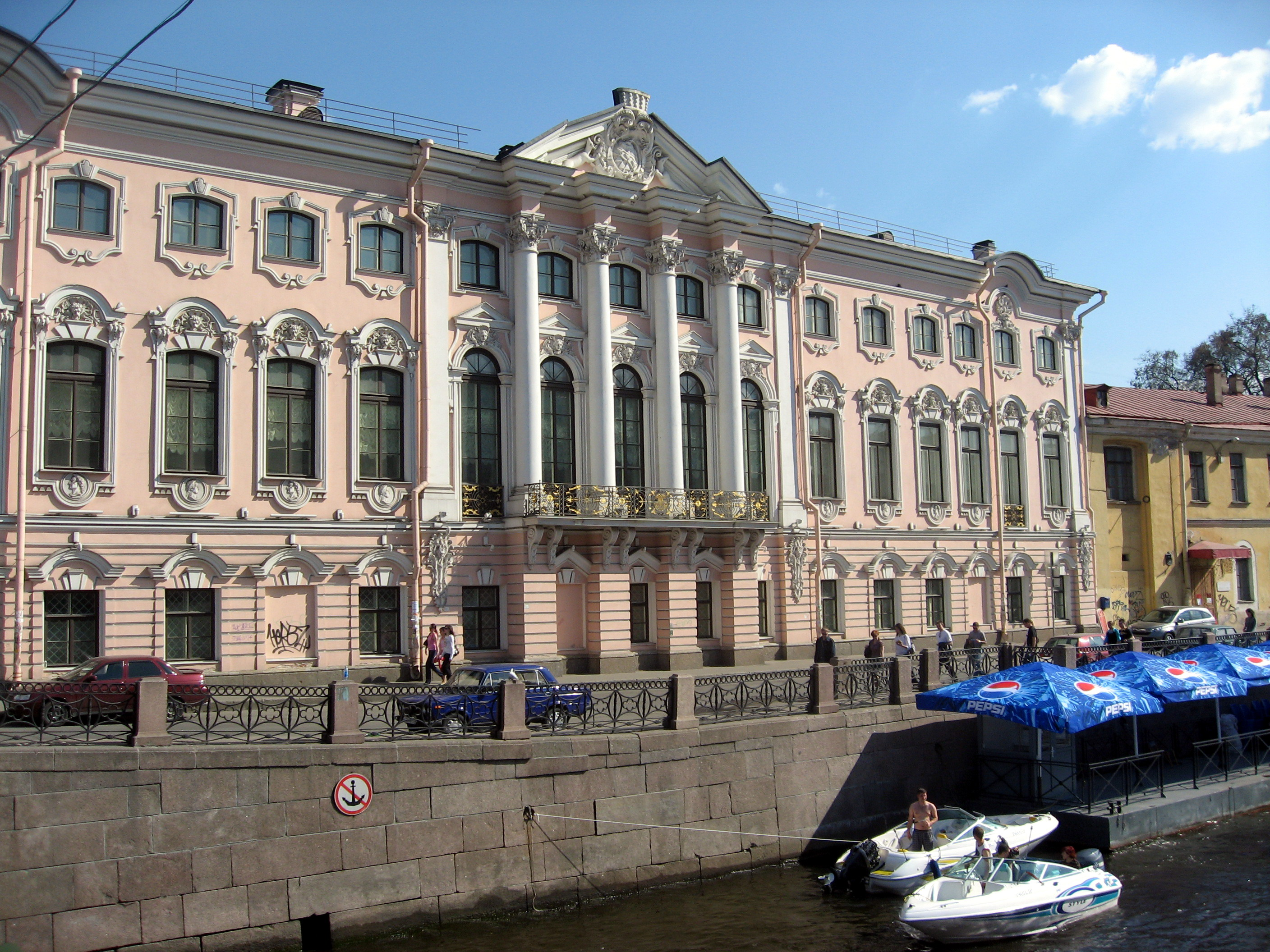
Façade du palais Stroganov donnant sur la Moïka

Au cours de la guerre du Nord de 1700-1721, les Stroganov apportent une nouvelle fois un important soutien financier au gouvernement de Pierre le Grand.
Alexandre Grigorievitch, Nicolas Grigorievitch, et Serge Grigorievitch sont élevés au rang de baron en 1722 et plus tard à celui de comte. Les Stroganov appartiennent dès lors à la noblesse russe et occupent des postes gouvernementaux importants.
Les Stroganov sont connus pour l'intérêt qu'ils ont porté à l'art, la littérature, l'histoire et l'archéologie, possédant de riches bibliothèques, des collections de peintures, de pièces de monnaie, des médailles…
Si Ivan IV de Russie offrit la richesse et la puissance aux premiers membres de la famille Stroganov, Staline, pour sa part, détruisit en quelques décrets l'héritage de cette fabuleuse ascension sociale acquise au fil des siècles.
De nos jours, cet héritage vieux de quatre-cents ans renaît grâce à la Fondation Stroganov, créée en 1992 par l'une des descendantes de cette illustre famille de la noblesse russe, la baronne Hélène de Ludinghausen, fille de la princesse Ksenia Chtcherbatova-Stroganova et du baron André de Ludinghausen, et petite-nièce du comte Sergueï Alexandrovitch Stroganov.

## Personnalités
- Fiodor Loukitch Stroganov (mort à Solvytchegodsk le 17 mars 1497, fils de Louka Kouzmitch Spiridonov. Il eut trois fils : Stefan, Iosif, Vladimir et Anikeï.
- Anikeï Fiodorovitch Stroganov (né à Novgorod le 4 novembre 1487, mort à Vologda le 2 septembre 1569, fils cadet de Fiodor Loukitch. Fondateur des salines de Solvytchegodsk et de Perm sur la rivière Kama, homme d'affaires. Avec ses trois fils, il créa des entreprises dans la baie de Kola, il fonda également plusieurs villes comme Kamgort, Kargedan (Orel) dans la région de Perm, il colonisa la Sibérie, outre les mines de sel, il cultiva les perles, il fit le commerce de grains et de fourrures, il accorda des prêts, il fut le propriétaire de 6000 moujiks. Amateur d'art, homme cultivé, il créa une école d'icônes, l'école Stroganoff, il fit construire une bibliothèque, construire un palais et lança la construction de la cathédrale de l'Annonciation à Solvytchegodsk[4] Vers la fin de sa vie, il devint moine au monastère de la Transfiguration (plus connu sous le nom de monastère de la Grand Météore[5]. Il eut trois fils : Iakov, Grigori et Semion[6].
- Semion Anikievitch Stroganov (né vers 1540 à Solvytchegodsk, mort à Solvytchegodsk le 22 octobre 1586, fils de Anika et de Marfa Dementievna. Il eut deux fils : Andreï et Piotr Semionovitch. Il finança l'expédition de Ermak Timofeïévitch (1581)
- Andreï Semionovitch Stroganov (né le 19 août 1581, mort à Solvytchegodsk le 17 juillet 1649, fils de Semion et d'Eudoxie Nesterovna Lachinova, il épousa Tatiana Dmitrievna Jedrinskaïa (1584-1639).
- Maksim Iakovlevitch Stroganov : (né le 21 janvier 1557, décédé le 5 avril 1624, fils de Iakov Anikeevitch Stroganov, il finança et participa à l'expédition de Ermak Timofeïévitch en 1581[7].

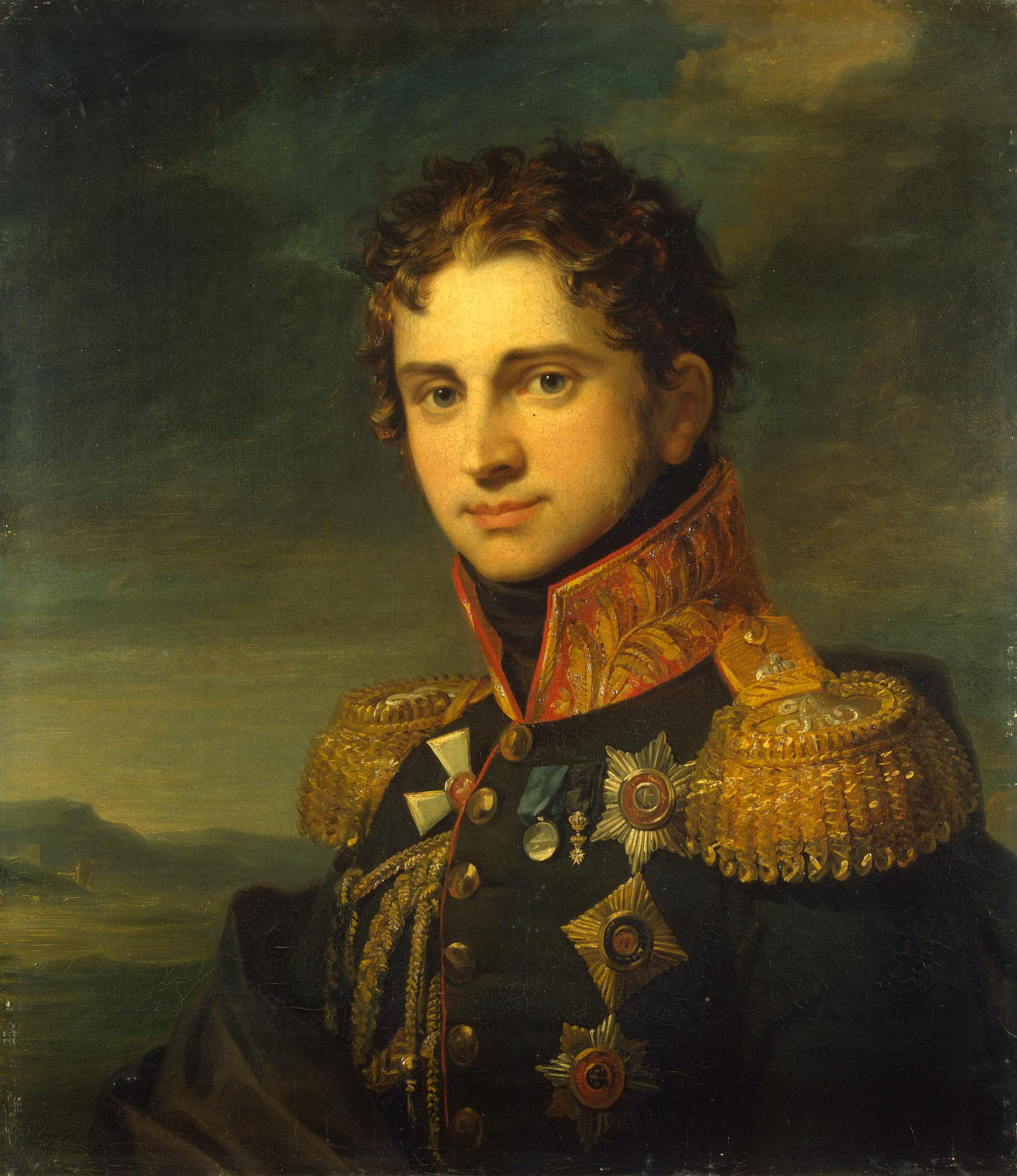
Le comte Pavel Alexandrovitch Stroganov, une œuvre du peintre portraitiste anglais George Dawe, galerie militaire au Musée de l'Ermitage à Saint-Pétersbourg

- Nikita Grigorievitch Stroganov, né le 15 septembre 1559, décédé le 24 novembre 1616, fils de Grigori Anikeevitch Stroganov. Il participa à l'expédition de Ermak Timofeïévitch en 1581. En 1580, il épousa Ievpraksia Fiodorovna Kobeleva (1569-1608)[8]
- Dmitri Andreïevitch Stroganov (né le 19 septembre 1615, mort le 16 juin 1673, fils unique d'Andreï Semionovitch Stroganov. En 1638, il épousa Anna Vasilievna Volkonskaïa, veuf, il épousa en 1650 Anna Ivanovna Zlobina.
- Grigori Dmitrievitch Stroganov (né en 1656, mort le 21 novembre 1715, fils de Dimitri Andreevitch. Il finança la Grande guerre du Nord, en outre, avec ses propres deniers, il fit construire des frégates[9]. Selon Fiodor Volegov, Grigori Dmitrievitch possédait dix millions d'acres de terres (100 000 kilomètres carrés) 200 villages. Il épousa Vassa Ivanovna Mechtcherskaïa puis Maria Iakovlevna Novossiltseva, cette dernière lui donna trois fils[10].

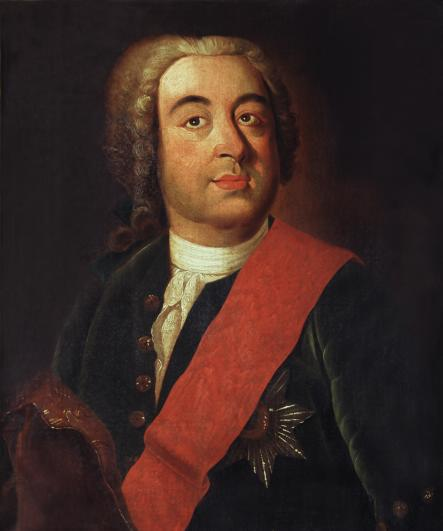
Portrait du baron Aleksandr Grigorievitch Stroganov (1698-1754) (1730)

- Baron Alexandre Grigorievitch Stroganov, né le 2 octobre 1698, décédé le 17 novembre 1754, fils aîné de Grigori Dmitrievitch Stroganov et de Maria Iakovlevna Novossiltseva. Chambellan, conseiller privé. En 1722, en récompense des services rendus à la couronne de Russie par ses ancêtres, le tsar Pierre le Grand lui accorda le titre de baron. En 1723, il épousa Tatiana Vassilievna Chemeretieva (1706-1728), deux enfants naquirent de cette union : Mikhaïl Alexandrovitch (1720-1726), Maria Alexandrovna (1720-1726). Veuf, en 1734, il épousa Ielena Vassilievna Dmitrieva-Mamonova, de cette union naquit Samouil Alexandrovitch (1735-1738). De nouveau veuf, en 1746, il épousa Maria Artemevna Zagriajskaïa (1722-1794), de cette union naquirent: Anna Alexandrovna (1739-1816), Varvara Alexandrovna (1748-1823).
- Baron Nikolaï Grigorievitch Stroganov (né à Voronej le 2 octobre 1700, mort à Moscou en juin 1758, fils de Grigori Dmitrievitch et de Maria Iakovlevna Novossiltseva. Conseiller privé, chambellan. En 1722, en récompense des services rendus à la couronne de Russie par ses ancêtres, le tsar Pierre le Grand lui accorda le titre de baron. En 1726, il épousa Praskovia Ivanovna Boutourlina, de cette union naquirent trois fils : Grigori Nikolaïevitch, Alexandre Nikolaïevitch et Sergueï Nikolaïevitch Stroganov, trois filles : Maria Nikolaïevna, elle épousa le comte Martyn Karlovitch Skavronski, Anna Nikolaïevna, elle épousa le prince Mikhaïl Ivanovitch Dolgorouky, veuve elle épousa Stepan Matveïevitch Rjevski[11].
- Baron Sergueï Grigorievitch Stroganov, né en 1707, décédé le 30 septembre 1756, chambellan, frère du précédent, en 1722, il fut anobli et reçu le titre de baron, lieutenant général en 1724, il construisit le célèbre palais Stroganov, en 1732, il épousa Sofia Kirillovna Narychkinova, deux enfants naissent de cette union dont Alexandre Sergueïevitch Stroganov.
- Comte Alexandre Sergueïevitch Stroganov, né le 3 janvier 1733 à Moscou, décédé le 27 septembre 1811 à Saint-Pétersbourg, fils du précédent et de Sofia Kirillovna Narychkinova, membre du Conseil d'État, sénateur, conseiller privé (1811), membre de l'Académie russe (1783), philanthrope, président de l'Académie des Beaux-Arts (1800), il fit construire la datcha Stroganov sur la Tchornaïa Retchka (un des affluents de la Grande Neva), il fut également le promoteur, le constructeur et le président du conseil d'administration pour la construction de la cathédrale Notre-Dame-de-Kazan de Saint-Pétersbourg, il épousa Anna Mikhaïlovna Vorontsova (1743-1769), dont il divorça en 1765, sa seconde épouse, la princesse Iekaterina Petrovna Troubetskaïa (1744-1815) lui donna deux enfants : Pavel Alexandrovitch et Sofia Alexandrovna Stroganova[12].

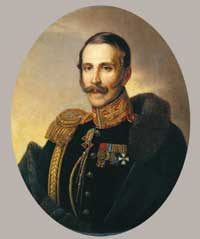
Le comte Sergueï Grigorievitch Stroganov

- Comte Pavel Alexandrovitch Stroganov, né le 7 juin 1772 à Paris, décédé le 10 juin 1817 à Copenhague. Fils du comte Alexandre Sergueïevitch Stroganov et de la princesse Iekaterina Petrovna Troubetskaïa, lieutenant-général (1791) au régiment Préobrajensky, major général (1807) au régiment Izmaïlovski, il eut pour précepteur Gilbert Romme, jacobin, il fut membre du club les Amis de la loi, conseiller privé (1802), sénateur, au cours des guerres napoléoniennes, il se distingua lors des batailles d’Austerlitz, Borodino, Taroutiski, Leipzig, Craonne, il prit également part à la guerre russo-suédoise. En 1794, il épousa Sofia Vladimirovna Golitsyna (1775-1845), de cette union naquirent : Alexandre Pavlovitch (1794 - il fut tué lors de la bataille de Craonne le 23 février 1814), Natalia Pavlovna (1796-1872), Adélaïda Pavlovna (1799-1882), Elizaveta Pavlovna (1802-1863), elle épousa le prince Ivan Dmitrievitch Saltykov, Olga Pavlovna (1808-1837), elle épousa le comte Ferzen[13].
- baron Alexandre Nikolaïevitch Stroganov (né vers 1740, mort le 13 mars 1789, général russe, fils du baron Nikolaï Grigorievitch Stroganov et de Praskovia Ivanovna Boutourlina, conseiller privé, chambellan. Il épousa Elizaveta Alexandrovna Zagriajskoïa (1745-1831), trois enfants naquirent de cette union : Elizaveta Alexandrovna Stroganova, elle épousa le comte Nikolaï Nikititch Demidov, Grigori Alexandrovitch Stroganov (1770-1857), Iekaterina Alexandovna Stroganova (1769-1840), elle épousa Ivan Alexandrovitch Narychkine.
- comte Grigori Alexandrovitch Stroganov (né le 13 septembre 1770, à Saint-Pétersbourg, mort à Saint-Pétersbourg le 7 janvier 1857, Grand chambellan de la Cour impériale, ambassadeur de Suède, d'Espagne et de la Sublime Porte. En 1826, il reçut le titre de comte de l'Empire russe. Fils du baron Alexandre Nikolaïevitch Stroganov et de Anna Sergueevna Zagriajskoïa[14]. Comme sou cousin, Pavel Alexandrovitch Stroganov, il eut pour précepteur Gilbert Romme. Lors de l'insurrection décabriste, il fut désigné pour siéger à la Haute Cour Criminelle. membre du Conseil d'État (1827), en 1838, il représenta la couronne impériale de Russie lors du couronnement de la reine Victoria. Il épousa la princesse Anna Sergueïevna Troubetskaïa (1765-1824), de cette union naquit : Nikolaï Grigorievitch (1794-1824), Sergueï Grigorievitch (1794-1882), Alexandre Grigorievitch (1795-1891), Alexeï Grigorievitch (1797-1831) conseiller privé, chambellan, Ielena Grigorievna (1800-1832), elle épousa Ivan Dmitrievitch Tchertkov, Valentin Grigorievitch (1801-1833), capitaine du régiment de cavalerie de la Garde impériale, Polina Grigorievna (décédée en bas âge), Grigori Grigorievitch (décédé en bas âge). Veuf, En 1827, il épousa Julia Maria Hohengauzen-Gravenbourg (1782-1864), mariée à José Maria Aires, comte d'Ega dont elle divorça en 1811. De cette union naquit une fille illégitime Idalia Grigorievna de Oberte (1807 ou 1810-1890), elle épousa Alexandre Mikhaïlovtich Poletika[15].
- Comte Sergueï Grigorievitch Stroganov, né le 19 novembre 1794 à Moscou, décédé le 28 mars 1882 à Saint-Pétersbourg, Fils cadet du comte Grigori Alexandrovitch Stroganov et de Anna Sergueïevna Troubetskaïa, archéologue, philanthrope, collectionneur, maire de la ville de Moscou, général de cavalerie. Il se distingua lors de la guerre patriotique de 1812, des batailles de la guerre de la sixième coalition et la bataille de Paris. Après la bataille des Nations, il fut promu capitaine (2e rang), le 4 juin 1815, il fut élevé au grade d'adjudant et transféré au régiment de la Garde Litovski, capitaine-lieutenant en 1816, il fut transféré au régiment de hussards de la Garde impériale avec le grade de Rotmistrz (1817). Au cours de la Guerre russo-turque de 1828-1829, il fut élevé au grade de major-général de cavalerie et se distingua lors de la défense des villes de Choumen et de Varna. De 1831 à 1834, il occupa le poste de gouverneur de Riga et de Minsk. Adjudant-général (1835), lieutenant-général (1837), membre du Conseil d'État (1856). En 1825, il fonda l'l'Institut Strogonov des Arts et Industries de Moscou (aujourd'hui Académie d'Art industriel d'État de Moscou de S.G. Stroganov), membre honoraire de l'Académie des sciences (1827), Président de la Société des naturalistes de Moscou (1835), il fut également l'un des fondateurs de la Commission impériale d'archéologie, de 1860 à 1865, il fut le précepteur du tsarevitch Nikolaï Alexandrovitch de Russie, en outre, il dirigea les études des grands-ducs Alexandre Alexandrovitch, Vladimir Alexandrovitch et Alexeï Alexandrovitch. Il épousa sa cousine, Natalia Pavlovna Stroganova (fille du comte Pavel Alexandrovitch Stroganov (1772-1817), de cette union naquirent sept enfants : Alexandre Sergueïevitch (1818-1864), Pavel Sergueïevitch, Sofia Sergueïevna, Elizaveta Sergueïevna, Grigori Sergueïevitch (1829-1910) époux de la comtesse Maria Potocka, Nikolaï Sergueïevitch et Anna Sergueïevna[16].
- Grigori Sergueïevitch Stroganov, fils du précédent (Moscou, 16 juin 1829 - Paris 8e, 26 juillet 1910[17]), marié en 1856 avec la comtesse Maria Potocka (1er août 1839 - 18 mars 1882), petite-fille de Stanislas Potocki. En 1869, tous deux achetèrent le Palais Potocki de Toultchyn, dans l'actuelle Ukraine[18]. Pour abriter sa collection d'Art, il fit construire, après 1881, un autre palais à Rome, 59 Via Sistina[19],[20]. Cette collection fut dispersée à Rome, après sa mort [21],[22].
- Alexandre Sergueïevitch Stroganov, né en 1818, décédé en 1864, frère du précédent, célèbre pour ses voyages et sa passion pour la numismatique et l'histoire, colonel au régiment Préobrajensky[16]., il épousa la princesse Tatiana Dmitrievna Vasiltchikova, de cette union naquirent : Pavel Alexandrovitch, Maria Alexandrovna, Sergueï Alexandrovitch (1852-1923), dernier des Stroganov, qui suivra, Ielena Alexandrovna, Olga Alexandrovna, Dmitri Alexandrovitch.

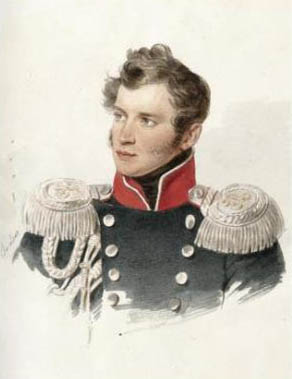
Le baron Alexandre Grigorievitch Stroganov (1795-1891)

- Comtesse Sofia Vladimirovna Stroganova (1774-1845), née princesse Galitzine, dame d'honneur d'Elisabeth Alexeïevna et membre de la société d'économie libre d'encouragement de l'agriculture et de l'élevage, épouse du général Pavel Alexandrovitch Stroganov et belle-mère du comte Sergueï Grigorievitch Stroganov (1794-1882)
- comte Alexandre Grigorievitch Stroganov, (né à Saint-Pétersbourg le 31 décembre 1795, mort à Odessa en 1891), gouverneur de Kharkov et de Poltava (1836-1839), ministre de l'intérieur (1839-1841), gouverneur d'Odessa et de Bessarabie (1855-1864), fils du comte Grigori Alexandrovitch et de la princesse Anna Sergueïevna Troubetskaïa. La recette culinaire le bœuf Stroganov porte son nom.
- Comte Grigori Alexandrovitch Stroganov (né le 28 juin 1824, mort le 13 mars 1879. Fils du comte Alexandre Grigorievitch Stroganov, en 1853, il épousa en secret et morganatiquement la grande-duchesse Maria Nikolaïevna de Russie (fille de Nicolas Ier de Russie), de cette union naquirent trois enfants : Mariamna Grigorievna Stroganova, Grigori Grigorievitch Stroganov (1857-1859), Ielena Grigorievna Stroganova. Il fit ses études au corps des Pages, en 1843 entra au régiment de cavalerie de la Garde impériale, cornette (1843), capitaine (1852), lieutenant (1855), commandant du 2e régiment de Cosaques de la petite Russie (1846-1852), son union avec la grande-duchesse Maria Nikolaïevna provoqua l'effondrement de sa carrière[23].
- Comte Viktor Alexandrovitch Stroganov (né le 29 janvier 1831, mort le 22 janvier 1856, fils d'Alexandre Grigorievitch Stroganov et de la comtesse Natalia Viktorovna Kotchoubeï.
- Comte Grigori Grigorievitch Stroganov (né à Genève le 9 mai 1857, mort à Rome le 26 février 1859, fils de Grigori Alexandrovitch et de la grande_duchesse Maria Nikolaïevna de Russie.

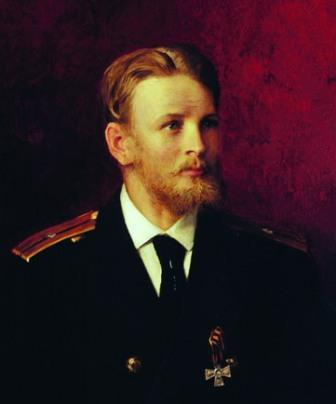
Le comte Alexandre Serguïevitch Stroganov, dernier représentant de la famille Stroganov (1923)

- Baronne Elizaveta Alexandrovna Stroganova (née le 5 février 1779, morte à Paris le 27 mars 1818, fille de Alexandre Nikolaïevitch Stroganov et de son épouse Elizaveta Alexandrovna Zagriajskoïa, en septembre 1795, elle épousa le comte Nikolaï Nikititch Demidov, cinq enfants naquirent de cette union : Alexandre Nikolaïevitch Demidov ([1788-1809), officier dans le régiment des chasseurs de la Garde impériale, il fut tué en duel, Grigori Nikolaïevitch Demidov (1790-1835), en 1816, il épousa Anna Mikhaïlovna Mechtcherskoïa, Alexeï Nikolaïevitch Demidov (1795-1868), il épousa Elizaveta Alexandrovna Khrouchtcheva, Elizaveta Nikolaïevna Demidova (1791-1858), Varvara Nikolaïevna Demidova (1793-1867), en 1811, elle épousa Sergueï Petrovitch Neklioudov.
- Sergueï Alexandrovitch Stroganov, né en 1852, décédé en 1923, fils de Alexandre Sergueïevitch Stroganov et de la princesse Tatiana Dmitrievna Vasiltchikova et petit-fils du comte Sergueï Grigorievitch Stroganov et de son épouse, la comtesse Natalia Pavlovna Stroganova. Diplômé de l'Université de Saint-Pétersbourg et du corps des cadets de la Marine. Il participa à la guerre russo-turque de 1877-1878. En 1904, lors du conflit opposant la Russie impériale à l'empire du Japon, avec ses propres deniers il acquit en Allemagne le navire Lahn converti en croiseur transporteur d'aérostats, le Rous. En 1907, il vécut à Paris et à Nice, où il possédait une villa, en 1915, au cours de la Première Guerre mondiale, il dirigea l'usine de fabrication d'obus Dobrianski (aujourd'hui Dobryanka -kraï de Perm). Il se maria deux fois et décéda sans enfant à Eze. Il fut le dernier représentant de la famille Stroganov[24].

## Palais et collections

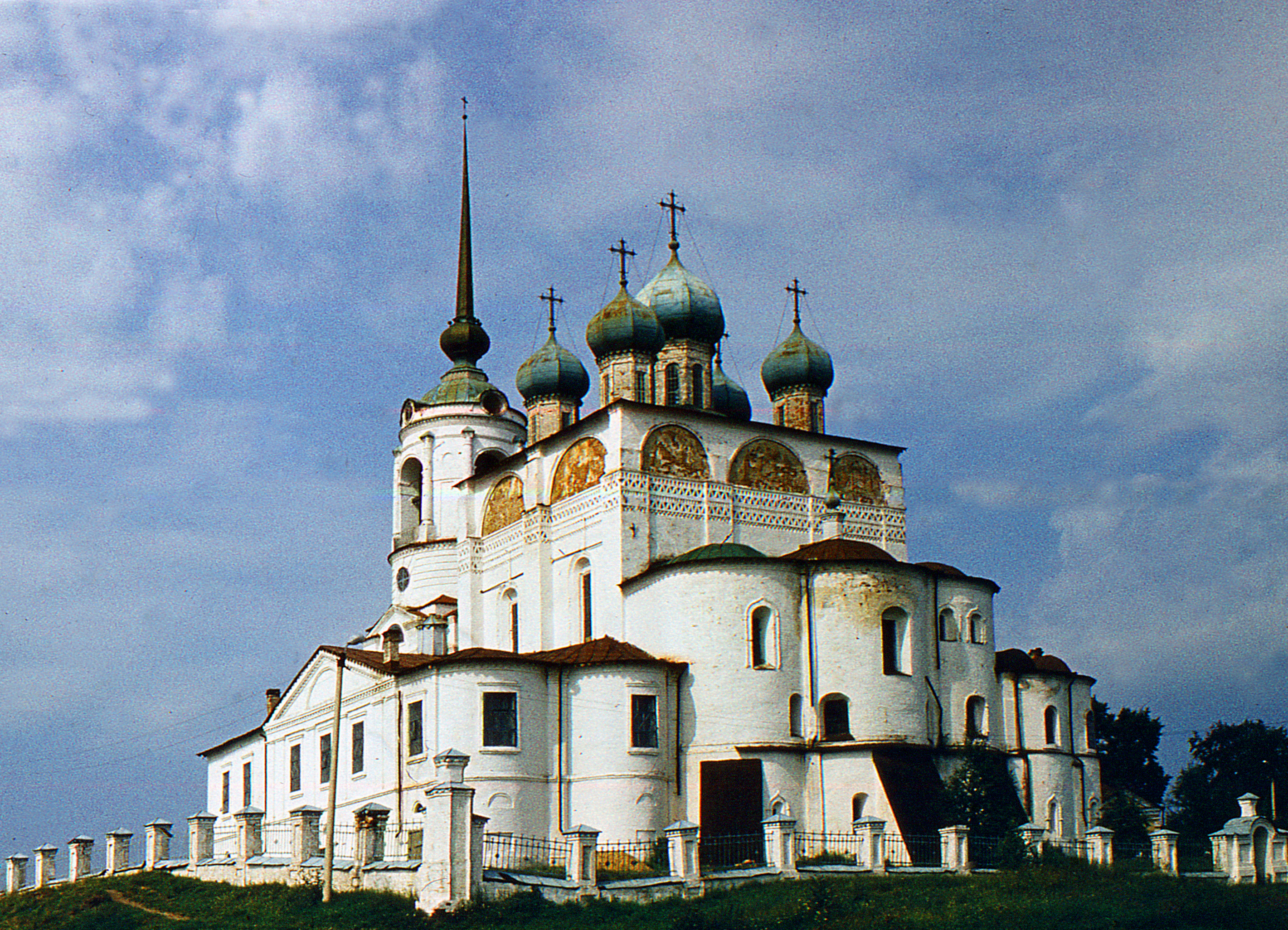
Cathédrale de l'Annonciation (Solvytchegodsk), la construction de cet édifice religieux fut ordonnée par Anikeï Fiodorovitch Stroganov

Les 12 et 13 mai 1931, le gouvernement soviétique organisa à Berlin une vente aux enchères d'une partie de cette collection.
- Le manoir Stroganov bâti à Solvytchegodsk
- Le palais Stroganov

(maintenant l'un des bâtiments du Musée russe) figure parmi les principaux sites touristiques de la Perspective Nevski à Saint-Pétersbourg.
- Datcha Stroganova située dans la ville de Vyborg près de Saint-Pétersbourg, en 1743, cette datcha fut acquise par le baron Sergueï Grigorievitch Stroganov (1707-1756). Au début du XXe siècle, dans la partie est du parc fut bâtie l'usine de wagons russo-baltes qui produisit des avions Sikorsky[26]. Dans les années 1938-1941, dans la partie sud-ouest du parc fut construit l'Académie navale Kouznetsov[26]. La datcha fut démolie au début du XXe siècle.
- Le pavillon Rinaldi construit en 1754 par l'architecte Antonio Rinaldi dans le parc de la Datcha Stroganova sur la demande du baron Sergueï Grigorievitch Stroganov.
- Villa Bratsevo construite à Bratsevo située près de l'ancienne ville de Touchino près de Moscou. Cette villa fut acquise en 1780 par le comte Alexandre Sergueïevitch Stroganov (1733-1811), ce dernier l'offrit à son épouse Iekaterina Petrovna Troubetskaïa, cette dernière noua une relation amoureuse avec l'ancien favori de Catherine II de Russie, l'adjudant-général Ivan Nikolaïevitch Rimski-Korsakov. Cette affaire fit scandale à la Cour impériale et finit par un divorce.
- Le manoir Volychovo construit à Porkhov appartenait au général de cavalerie Dmitri Vassilievitch Vassiltchikkov (1778-1859) et fut conçu vers 1860 par l'architecte Mikhaïl Alexeïevitch Makarov (1827-1873), il était fait de bois, lorsque le comte Sergueï Alexandrovitch Stroganov (1852-1923) en hérita. Cet édifice fut reconstruit en pierre, le comte confia les travaux à l'architecte Karl Karlovitch Schmidt (1866-1945). Outre le manoir, cette propriété se composait d'un parc, d'une église, d'un manège, de trois écuries pour chevaux de race. Ce domaine était utilisé principalement pour la chasse[27].
- Le château de Marino (près de Saint-Pétersbourg), construit en style néoclassique en 1815-1817. Il passe ensuite à la famille Galitzine.
- Palazzo Stroganoff à Rome, Via Sistina 59, construit dans les années 1880 par Grigori Sergueïevitch Stroganov (1829-1910).
- Palais Potocki de Toultchyn (Ukraine), acheté en 1869 par le même Grigori Sergueïevitch Stroganov et son épouse, la comtesse Maria Potocka.

Parmi la fabuleuse collection de tableaux, aquarelles, gravures, on constate que certains peintres français furent appréciés par les membres de la famille Stroganov comme : Nicolas Poussin, Hubert Robert, Claude Gellée dit Le lorrain, Jean-François de Troy, Jacques Blanchard, Élisabeth Vigée Le Brun, mais des peintres italiens et hollandais furent également appréciés par les membres de la famille Stroganov. Ces derniers amassèrent au fil du temps des d'objets d'arts, des meubles, de l'orfèvrerie. Parmi ces objets d'art, se trouve la célèbre coupe en malachite verte reposant sur trois pieds de bronze doré, elle est exposée au musée de l'Ermitage à Saint-Pétersbourg. Parmi d'autres objets de valeur, l'on dénombre des tabatières, des ornements pour dessus de cheminée, des colonnes de marbre ou de malachite, des services à thé, des émaux de Solvytchegodsk, des médailles, des pièces de monnaie, etc.
Après la Révolution russe de 1917, la famille Stroganov émigre en France avec les Armées blanches et tous les biens familiaux en Russie sont nationalisés.
De nombreuses pièces de la collection Stroganov sont aujourd'hui conservées au Musée de l'Ermitage à Saint-Pétersbourg
La conférence de Yalta s'est tenue dans l'un des palais Stroganov, en Crimée. l'officier de marine des États-Unis Georgy Shcherbatov-Stroganov y participait.

## Édifices construits

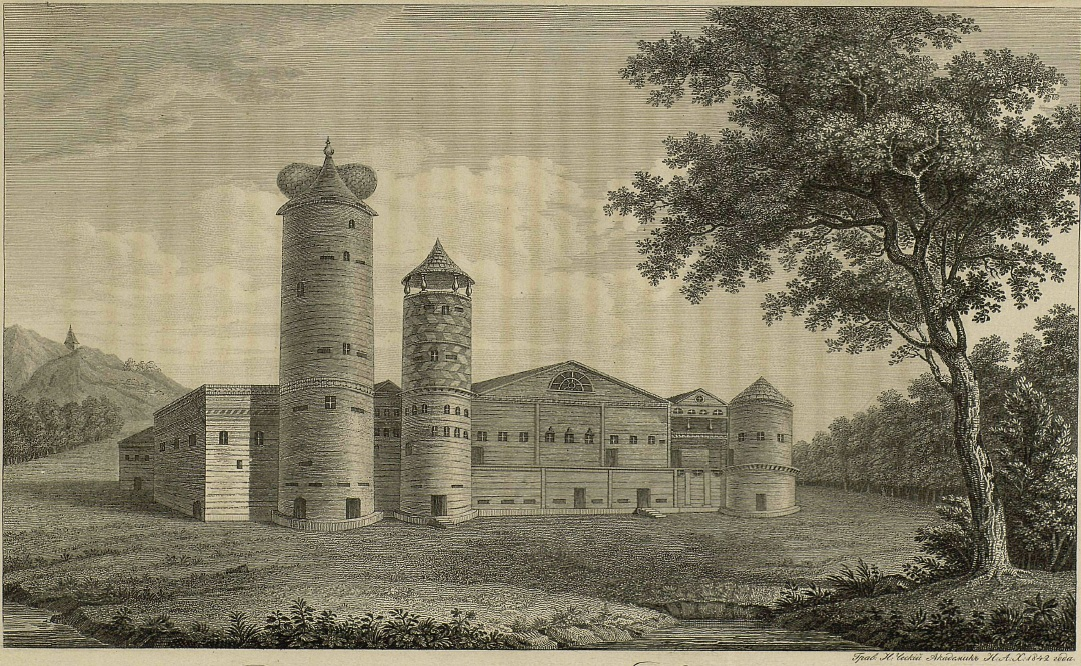
Le manoir de la famille Stroganov à Solvytchegodsk
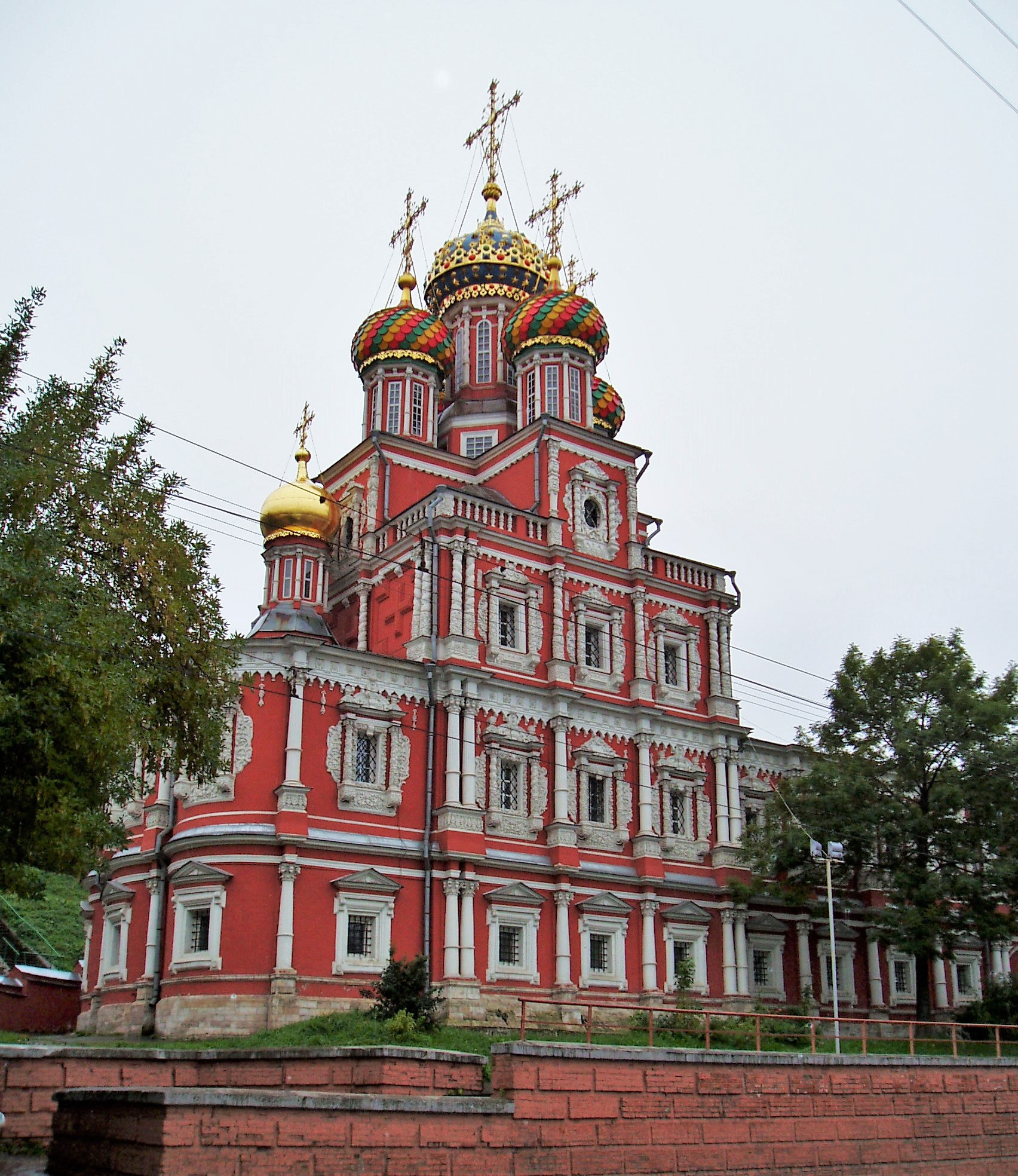
Église de la Nativité à Nijni Novgorod construite par Grigori Dmitrievitch Stroganov entre 1696 à 1701
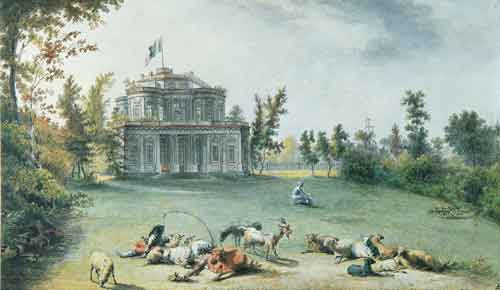
Pavillon Rinaldi construit sur la grande Neva, sur la demande du baron Sergueï Grigorievitch Stroganov, œuvre de l'architecte italien Antonio Rinaldi (1754), une peinture de Jean-Baptiste de La Traverse (1790)
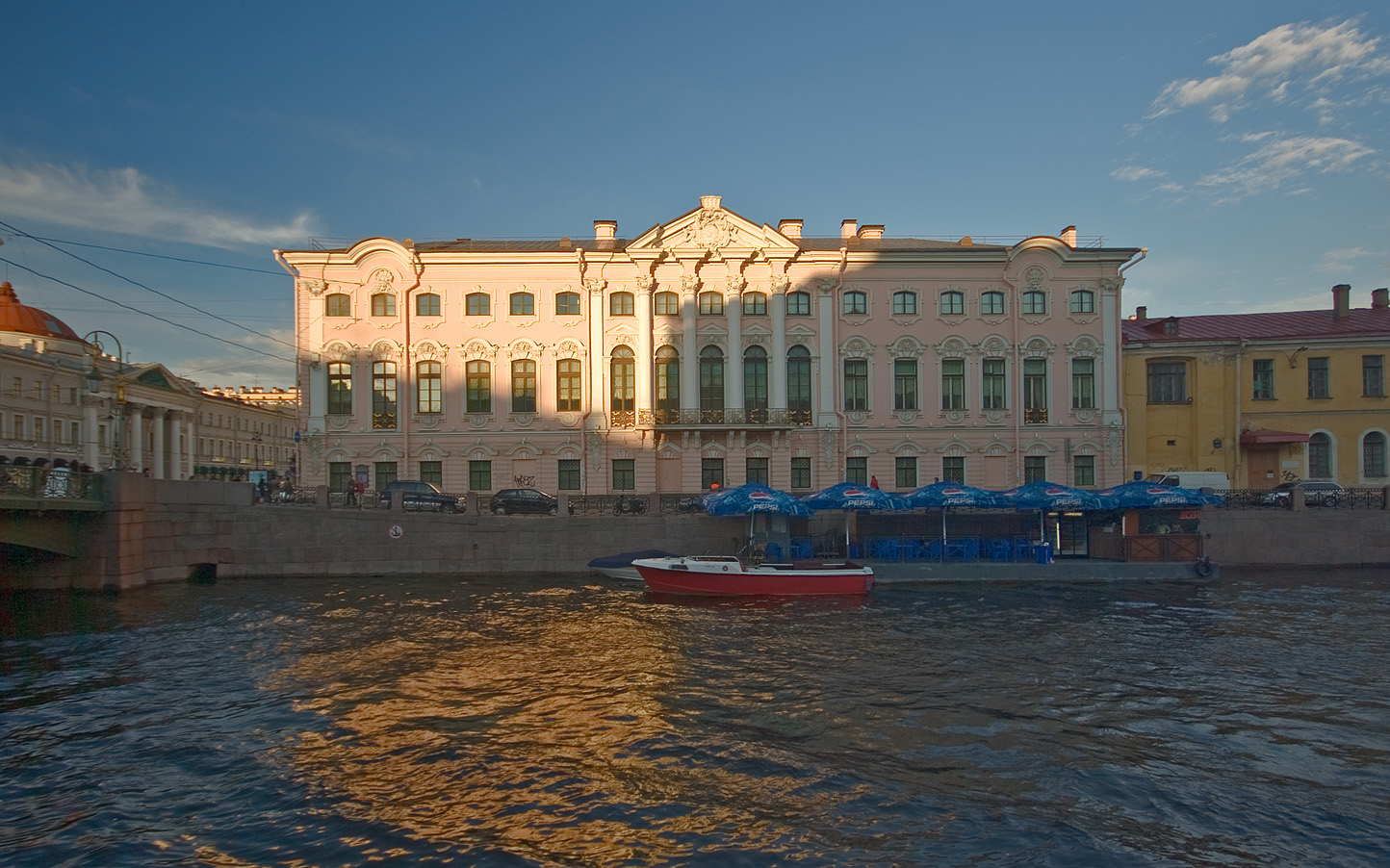
Palais Stroganov sur la rive de la Moïka à Saint-Pétersbourg
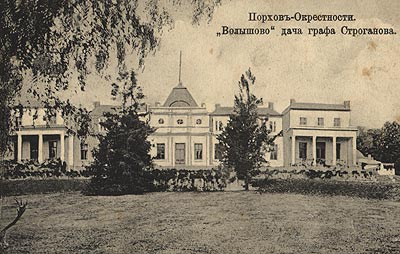
Le manoir Volychovo, construit à Porkhov reconstruit en pierre par Sergueï Alexandrovitch Stroganov
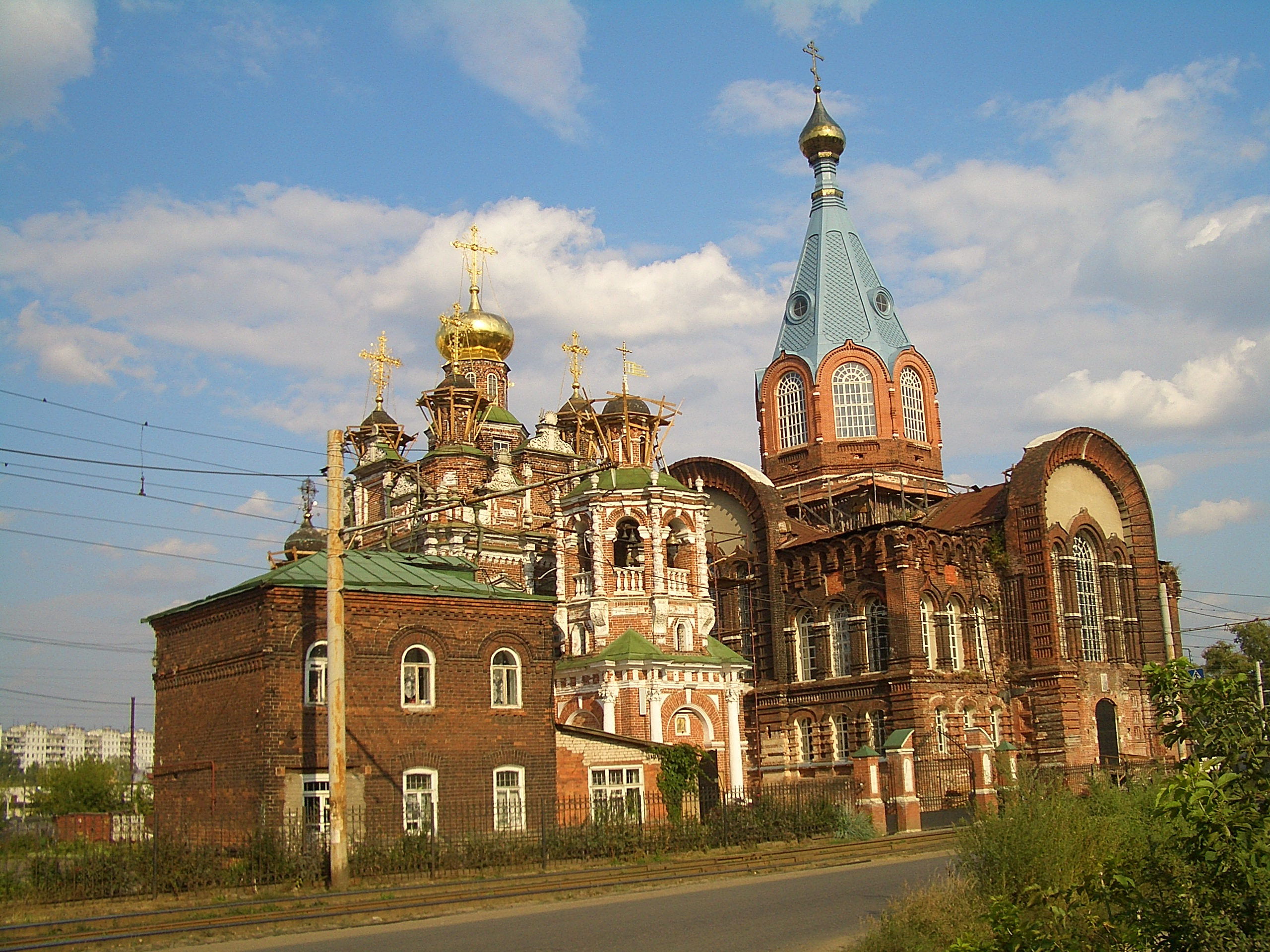
Église de l'icône de Smolensk de la Mère de Dieu située à Nijni Novgorod (Gordeevke) - (1680-1697), elle fut construite sur décret de Gregori Dmitrievitch Stroganov
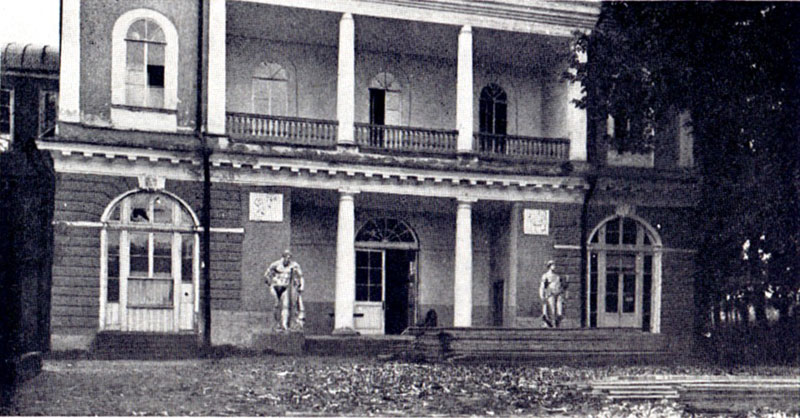
La datcha Stroganova au début du XXe siècle
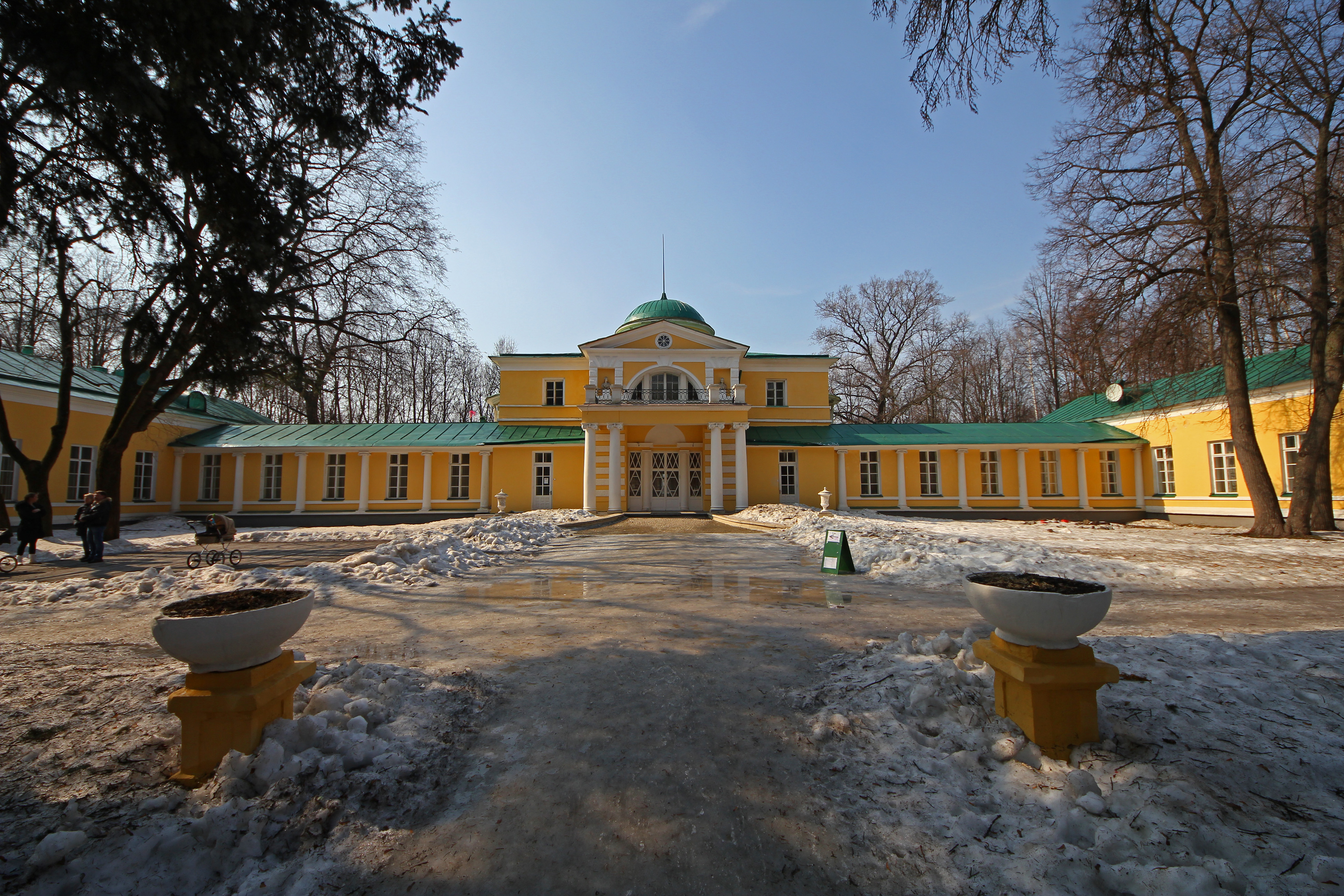
Villa Stroganov à Bratsevo (ville de Touchino près de Moscou, elle fut construite par le comte Alexandre Sergueïevitch Stroganov (1733-1811)
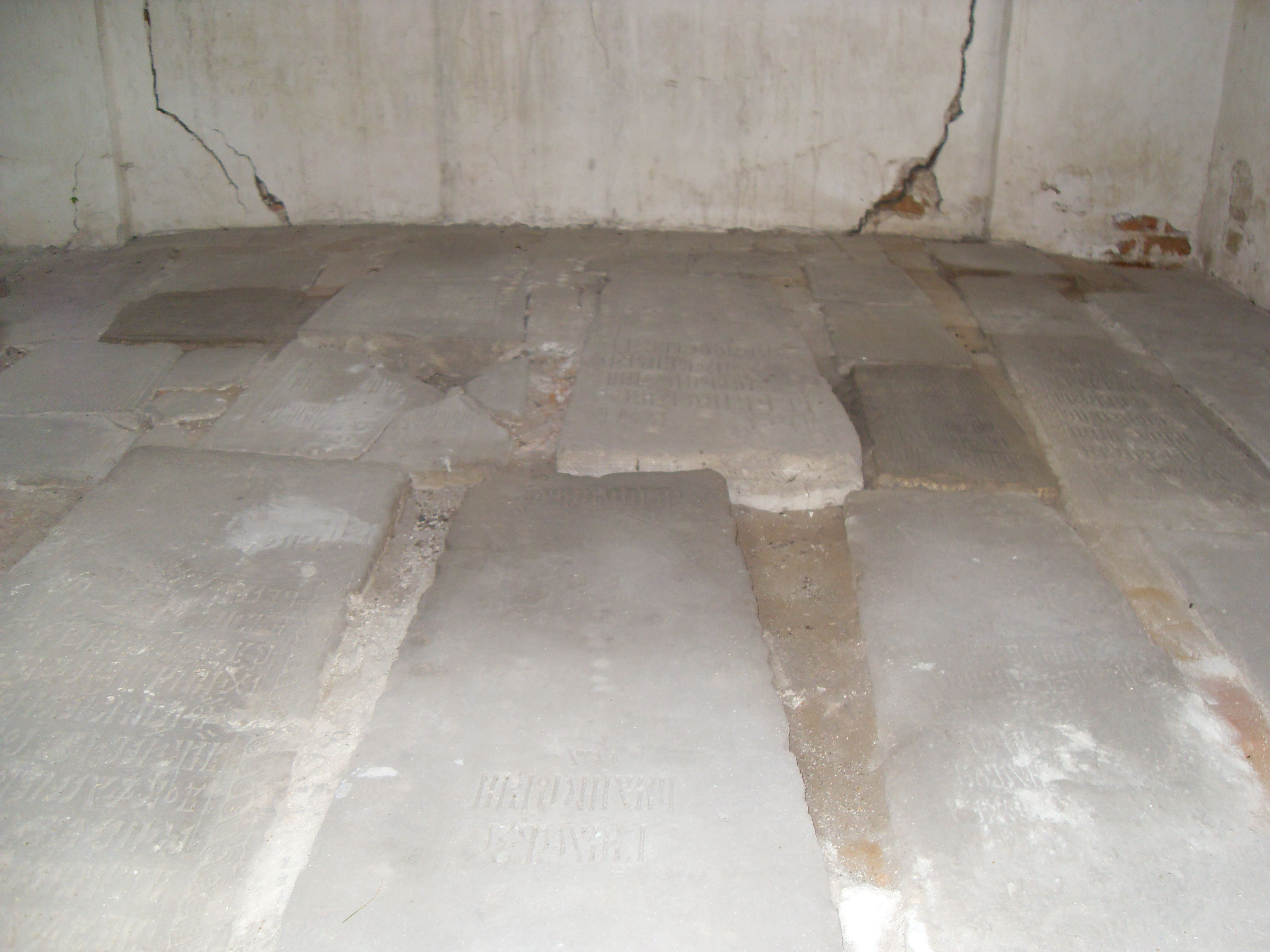
Tombes de membres de la famille Stroganov à l'intérieur de la cathédrale de l'Annonciation de Solvytchegodsk, leur nombre s'élève à 28, elles datent du XVIIe et XVIIIe siècles
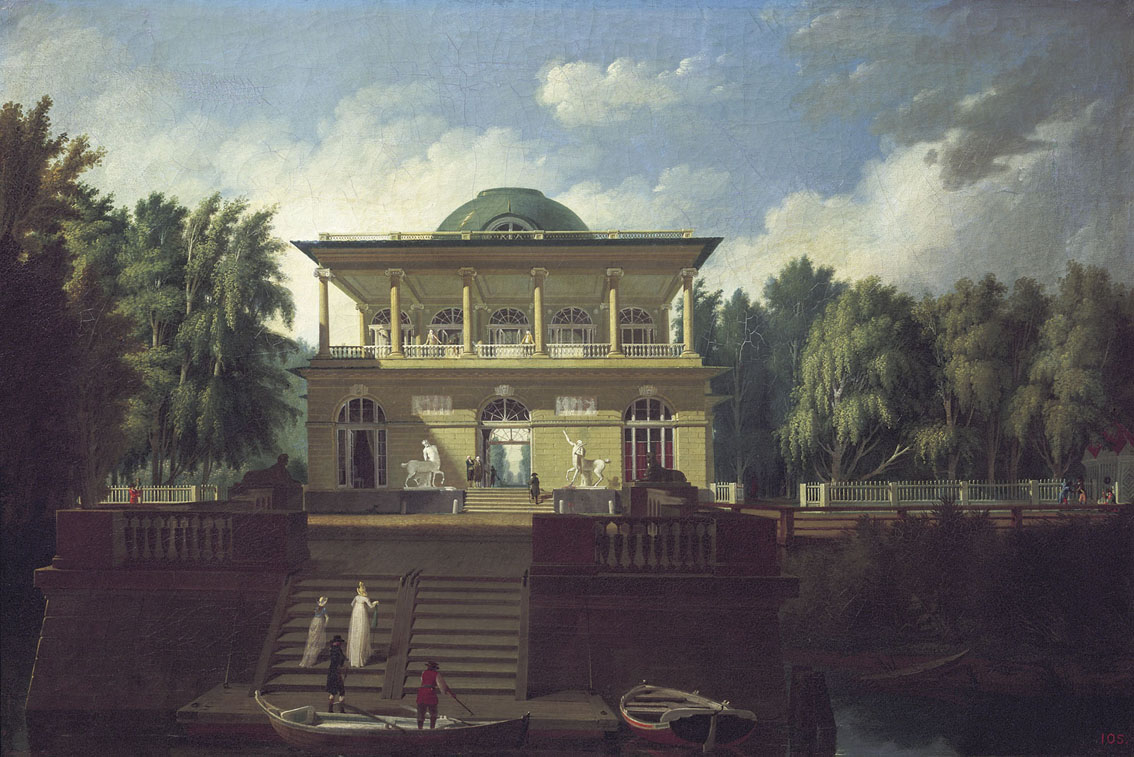
La datcha Stroganova construite par le comte Alexandre Sergueïevitch Stroganov

## Armoiries

### Blason des barons de la famille Stroganov (1798)
Le bouclier est divisé en deux parties par une bande ondée or dans laquelle sont représentés trois fers de lance noirs. Dans la partie supérieure de couleur rouge est représentée une tête d'ours d'argent. La partie inférieure est fuselée en bande d'argent et azur. Le bouclier est surmonté d'un heaume coiffé de la couronne des barons Stroganov, Sur le heaume, une tête d'ours d'argent. Le bouclier est tenu par deux zibelines.
L'empereur Pierre le Grand troqua tous leurs privilèges et titre contre celui de baron|baron, accordé aux trois fils de Gregori Dmitrievitch Strogonov le 6 mai 1722).

### Blason des barons de la famille Stroganov titrés comtes palatins (1798)
Le bouclier est divisé en deux parties par une bande ondée or dans laquelle sont représentés trois fers de lance noirs. Dans la partie supérieure du bouclier de couleur rouge est représentée une tête d'ours d'argent (rappelant les armes de la ville de Perm). La partie inférieure est fuselée en bande d'argent et azur. Le bouclier est surmonté d'une couronne. Sur cette dernière, trois casques, chacun coiffé d'une couronne. Au centre, un aigle noir aux ailes déployées. Sur le côté gauche, l'ours à tête d'argent, sur le côté droit, une tête de sable noire. Le bouclier est tenu par deux zibelines (représentant la profession exercée naguère par les ancêtres de la famille Stroganov) L'ours comme les zibelines signifient également que les ascendants des barons de la famille Stroganov ont contribué à la conquête de la Sibérie et fournirent une aide précieuse dans l'évolution de la ville de Perm.
Ce titre héréditaire de comte palatin fut accordé au baron Alexandre Sergueïévitch Stroganov le 30 mai 1761 par l'empereur François Ier à l'occasion de l'alliance d'Alexandre Sergueïévitch avec la comtesse Anne Mikhaïlovna Vorontsova, cousine de l'impératrice Élisabeth Petrovna).

### Blason des comtes de la famille Stroganov (1798)
Le bouclier est divisé en deux parties par une bande ondée or dans laquelle sont représentés trois fers de lance noirs. Dans la partie supérieure du bouclier de couleur rouge est représentée une tête d'ours d'argent (rappelant les armes de la ville de Perm). La partie inférieure est fuselée en bande d'argent et azur. Au centre du bouclier, l'aigle bicéphale, sur sa poitrine le monogramme de Paul Ier. Le bouclier est surmonté d'une couronne. Sur cette dernière, trois casques, chacun coiffé d'une couronne, celle-ci est surmontée d'un aigle bicéphale noir aux ailes déployées. À l'extrémité, sur le côté droit, une tête de sable noire, sur le côté gauche, une tête d'ours d'argent.
Titre héréditaire accordé à Alexandre Sergueïévitch Stroganov par l'empereur Paul Ier le 21 avril 1798

### Blason des comtes Stroganov (1836)
Le bouclier est divisé en deux parties par une bande ondée or dans laquelle sont représentés trois fers de lance noirs. Dans la partie supérieure du bouclier de couleur rouge est représentée une tête d'ours d'argent (rappelant les armes de la ville de Perm). La partie inférieure est fuselée en bande d'argent et azur. Au centre ce de dernier, un petit bouclier bleu représentant l'aigle bicéphale avec inscrit, le monogramme de Sa Majesté l'Empereur Nicolas Ier. Sur la couronne comtale, trois casques couronnés, par les couronnes de la grande noblesse russe, au centre, par une couronne moyenne (celle de comte), Cette dernière est surmontée de l'aigle bicéphale couronné, sur son côté droit, une main tenant une épée, sur le côté gauche, une main tenant une croix d'or. Le bouclier est tenu par deux zibelines. Sous le bouclier est inscrit cette devise en latin : Ferram opes patriae, sibi nomen.

### Différentes armes de la famille Stroganov

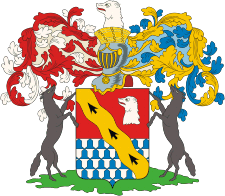
Armes des barons la famille Stroganov (1798) (Russie impériale)
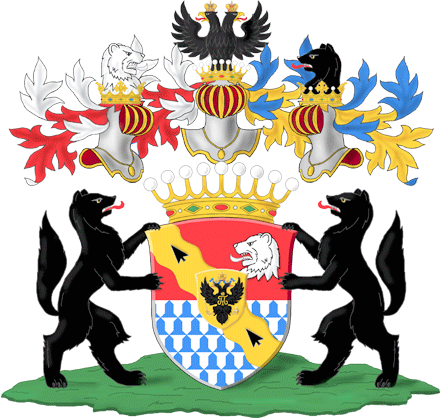
Armes des comtes palatins de la famille Stroganov (1798)
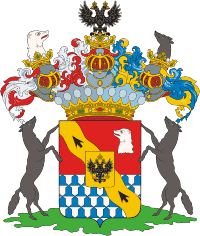
Armes des comtes Stroganov (1798)
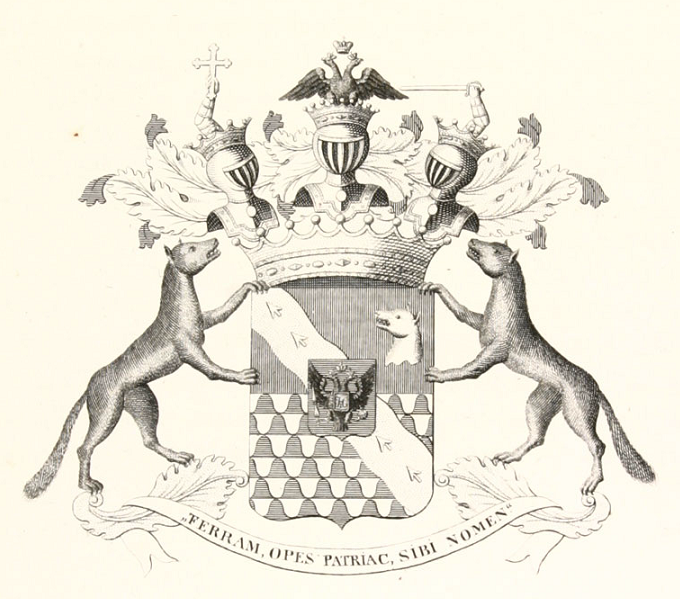
Armes des comtes de la famille Stroganov (1836)